# Généalogie des Scipiones-Gracchi-Aemilii
Le schéma généalogique des Scipiones-Gracchi-Aemilii montre les alliances que la famille patricienne des Cornelii Scipiones a passées au cours du IIe siècle av. J.-C. avec les plébéiens Sempronii Gracchi et les patriciens Æmilii. Ces alliances entre trois familles de la nobilitas romaine se concrétisent par des unions matrimoniales ou des liens d'adoption et marquent les liens politiques qui les rapprochent, en principe. Car elles n'empêchent pas la rivalité mortelle entre les Gracques et leur cousin Scipion Nasica Serapio.

## Liens familiaux des Cornelius Scipion, des Émilien Paul et des Gracques
Remarque : Ce schéma ne représente pas toutes les branches des Cornelii Scipiones, et omet la descendance de Lucius Cornelius Scipio Asiaticus.
Il illustre les faiblesses démographiques de la classe nobiliaire, à savoir la stérilité de certains couples, compensée par l'adoption, mais dont l'explication reste une interrogation : mariages consanguins, maternités de trop jeunes épouses (l'âge nuptial des filles est de douze ans), malthusianisme des classes possédantes.